# Tanis, Manche
Tanis är en kommun i departementet Manche i regionen Normandie i norra Frankrike. Kommunen ligger i kantonen Pontorson som tillhör arrondissementet Avranches. År 2022 hade Tanis 273 invånare.

## Befolkningsutveckling
Antalet invånare i kommunen Tanis
| Referens: INSEE |